# HD 27386
HD 27386，又名BD+09 562，SAO 93866、HR 1349，是一颗恒星，视星等为6.31，位于銀經183.81，銀緯-27.3，其B1900.0坐标为赤經4h 14m 8.9s，赤緯+9° -27.3′ 49″。